# Joc de mancala

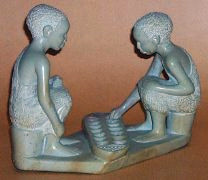
Figura mostrant uns pastors jugant a algun joc de mancala

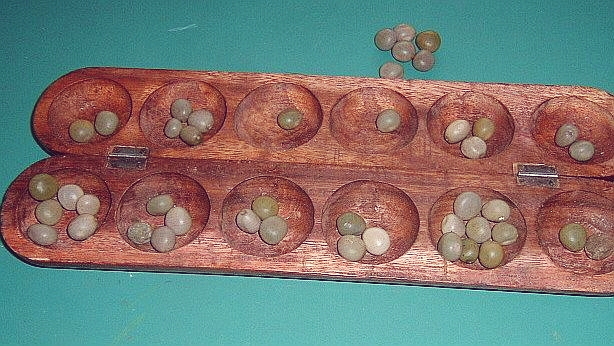
Tauler apte per a algun joc de mancala

Els jocs de mancala són una família de jocs de tauler que comparteixen tot un seguit de característiques:
- Són de dos jugadors.
- El tauler es compon de forats (metafòricament parlant, poden ser rodones dibuixades en guix a terra, per exemple).
- Les peces s'agrupen als forats.
- Les peces són indiferenciades.
- No hi ha peces d'un o altre jugador.
- Al tauler alguns forats pertanyen a un jugador i altres a l'altre.
- Per moure s'agafen les llavors d'un forat propi i es van desant en altres forats, una a una, seguint un ordre predeterminat.

En un principi, anomenarem jocs de mancala els que compleixen totes aquestes característiques; però n'hi ha que no en compleixen alguna, especialment els jocs moderns. Les més essencials són que als forats pot haver-hi diverses peces i que es mouen sembrant-les
El joc de mancala més conegut a Occident és l'aualé.

## Història

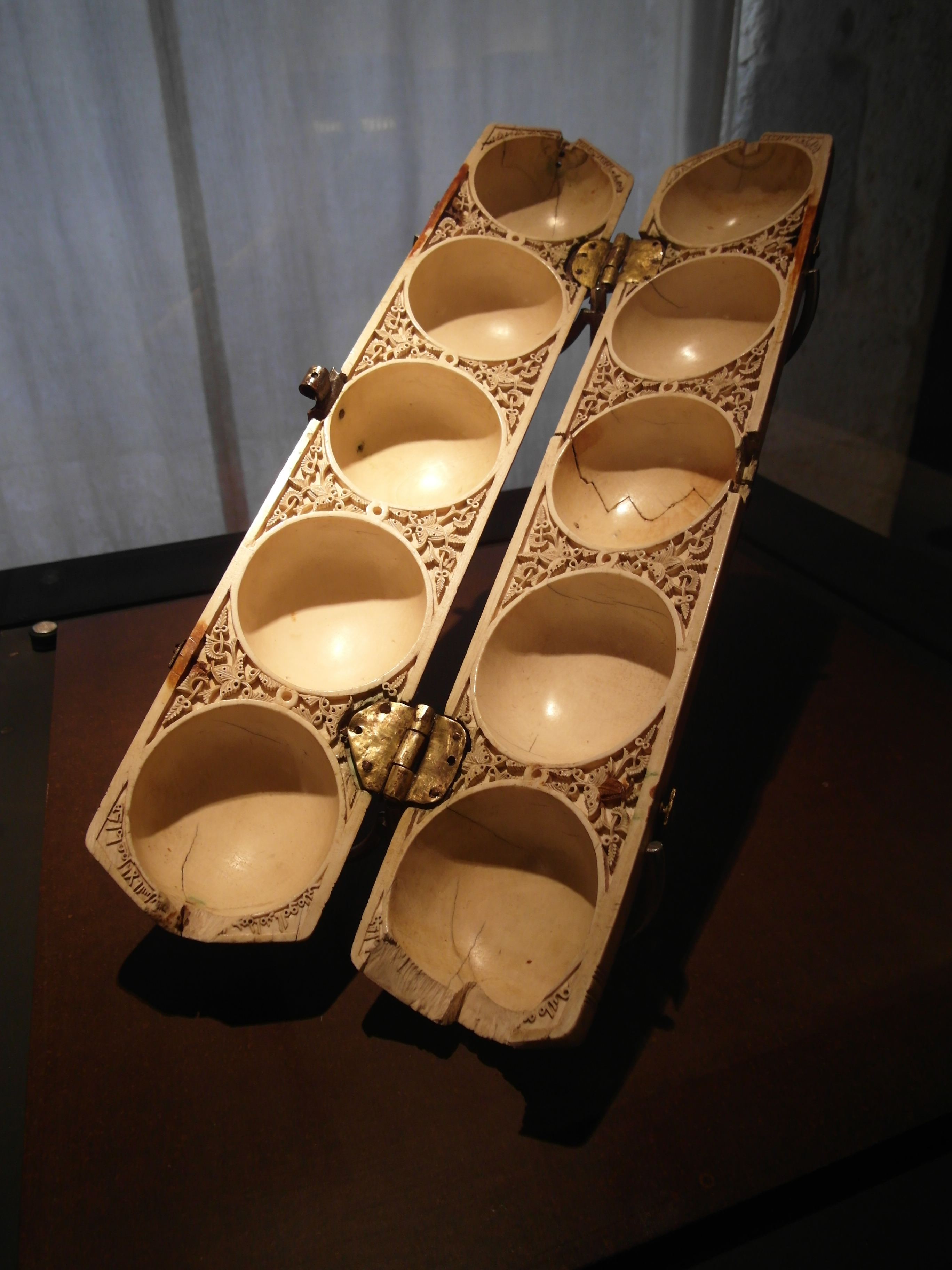
Un tauler d'ivori del procedent de la Espanya musulmana.

Les proves del joc es van descobrir a Israel, a la ciutat de Guederà, en unes termes romanes excavades en les quals es van desenterrar taulers de ceràmica i talls de roca que dataven d'entre el segle ii i el segle iii Entre altres proves primerenques del joc es troben fragments d'un tauler de ceràmica i diversos talls de roca trobats en zones d'Aksumita a Matara (a Eritrea) i Yeha (a Etiòpia), datades pels arqueòlegs entre el segle vi i el segle vii; el joc pot haver estat esmentat per Giyorgis de Segla en el seu text del segle xiv Ge'ez Misteris del Cel i de la Terra' ', on es refereix a un joc anomenat qarqis, un terme utilitzat en Ge'ez per referir-se tant al Gebet'a (mancala) com al Sant'araz (modern sent'erazh, escacs etíops).
Aquests jocs van existir sobretot a l'est de Europa. A la zona del Bàltic va ser al seu dia molt popular ("Bohnenspiel"); a Bòsnia, on es diu Ban-Ban i se segueix jugant avui dia; Sèrbia; i Grècia ("Mandoli", Cíclades). Dues taules mancala de principis del segle xviii es troben al Castell de Weikersheim al sud d'Alemanya. A l'Europa occidental, mai no es va posar de moda, però va ser documentat per l'orientalista de la Universitat d'Oxford Thomas Hyde.
Als Estats Units hi ha una població més gran de jugadors de mancala. A Luisiana a principis del segle xx encara es jugava un joc mancala tradicional anomenat Warra, i en la dècada de 1940 es va popularitzar una versió comercial anomenada Kalah. A Cap Verd, el mancala es coneix com "ouril". Es juga a les illes i va ser portat als Estats Units per immigrants de Cap Verd. Avui dia, a Nova Anglaterra, es juga a les comunitats provinents de Cap Verd.
Estudis recents sobre les regles del mancala han permès conèixer-ne la distribució. Aquesta distribució s'ha relacionat amb les rutes migratòries, que es poden remuntar a centenars d'anys enrere.

## Classificació

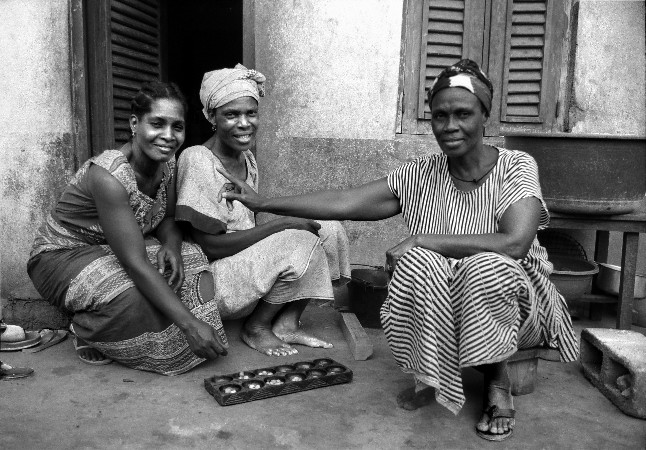
(c) [http://www.pbase.com/perrona/haiti_photo_haiti P.A.Perron

Els jocs de mancala es poden classificar d'acord amb les seves regles i el seu tauler:
- Jocs amb sembra encadenada.
  - Jocs d'un cicle.
    - Sembrem des del forat següent a l'inicial i continuem pel darrer.
    - Sembrem al forat inicial i continuem pel següent del darrer.

  - Jocs de dos cicles.
    - Amb captura de llavors.
    - Amb reintroducció de les llavors.
      - Amb forats de canvi de sentit.
- Jocs amb sembra simple.

### Sembra simple
Vol dir que s'agafen les llavors (peces) d'un forat (casella) i es van desant una per una seguint un circuit predeterminat. Quan s'acaben les llavors s'acaba el moviment.

### Sembra encadenada
Vol dir que es fa una sembra simple i, segons les condicions en què s'acaba, s'agafen les llavors del darrer forat (o l'immediatament posterior) i es torna a sembrar, i així es va fent fins que en acabar una sembra no es deixen de donar les tals condicions.

### Un cicle
Indica que hi ha un sol cicle o circuit compartit per tots dos jugadors, de manera que quan fan les seves sembres passen pels mateixos forats.

### Dos cicles
Indica que hi ha dos cicles o circuits, de manera que cada jugador sembra només per un d'ells.

## Distribució
La distribució tradicional dels jocs de mancala es limita a l'Àfrica, al sud i al centre de l'Àsia, al Carib i a algunes parts de l'Amèrica del Sud.

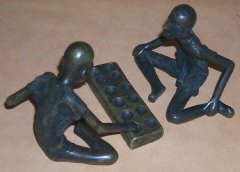
Dues figures de bronze que juguen a mancala.

També n'hi ha a Oceania a la part occidental de l'illa de Nova Guinea, majoritàriament a conseqüència de la política de colonització feta pel govern indonesi i a les illes Mariana (portats pels espanyols des de les Filipines). A part d'això, n'hi ha un de jugat al segle xix a la zona del Bàltic, que encara es manté a la part oriental d'Alemanya. Possiblement també n'hi ha de jugats a Bòsnia i a altres zones de l'antic imperi otomà.

## Etimologia
Hi ha una certa discussió sobre com s'ha d'escriure el mot mancala, si amb c o amb q.
L'origen del mot és àrab i prové de l'arrel nql (naqala), que vol dir ‘moure’. Hi ha diversos jocs de mancala àrabs que es diuen simplement així: manqala.
Les lletres c i q, en transcriure de l'àrab, representen sons diferents. La c el so ca i la q, un so gutural. El so original àrab és aquest darrer.
Tanmateix, el Termcat va acceptar aquesta paraula a la seva neoloteca com a mancala.

## Jocs solucionats
Un joc es considera com a solucionat quan es pot predir amb exactitud el resultat final de totes les posicions possibles. Això és equivalent a dir que es coneix una estratègia amb la qual un jugador pot moure sense cometre cap error. Tal com es podria esperar, no són pocs els jocs que s'han solucionat usant algorismes propis de la intel·ligència artificial i la mineria de dades.
En el camp de la intel·ligència artificial, la recerca referent als jocs de mancala es remunta gairebé als inicis de la disciplina. Els esforços d'investigació han portat a la solució d'alguns dels jocs més populars de la família, com són kalah i awari, i també s'han fet avenços importants en la resolució de bao; considerat un dels jocs de mancala més complexos.
Alguns jocs de mancala han estat resolts de forma forta —kalah (2000) i awari (2002)—, mitjançant la construcció de bases de dades que contenen totes o algunes de les posicions possibles dels jocs juntament amb el seu resultat teòric. També s'han solucionat algunes de les posicions més simples del bao (2002). En el cas concret de l'awari, però, la publicació de la solució no va resultar mancada de discussió, pel fet que les regles a partir de les quals es va construir la base de dades no es corresponen amb el reglament més habitual entre jugadors humans.